# Brigitte De Pauw
Brigitte De Pauw, née le 12 août 1958 à Gand est une femme politique belge bruxelloise, membre du Christen-Democratisch en Vlaams. 
Elle est assistante sociale.

## Fonctions politiques
- Membre du Parlement de la Région de Bruxelles-Capitale du 29 juin 2004 au 25 mai 2014
- Echevine de Jette depuis 2006
- Conseillère communale et membre du conseil de police à Jette depuis 1999